# Rotgesicht-Hornrabe
Der Rotgesicht-Hornrabe (Bucorvus leadbeateri, Syn.: Bucorvus cafer), manchmal auch als Rotwangenhornrabe, Südhornrabe, Südliche Hornrabe  oder Kaffernhornrabe bezeichnet, ist eine Vogelart aus der Familie der Hornraben (Bucorvidae) und ein Charaktervogel der afrikanischen Savannen südlich des Äquators. Der Rotgesicht-Hornrabe und seine Schwesterart, der Blaugesicht-Hornrabe (Bucorvus abyssinicus) oder Sudanhornrabe, sind die einzigen Vertreter der Familie Hornraben. Mit seinem großen Schnabel, dem schwarzen Gefieder und der rötlichen Färbung der unbefiederten Gesichts- und Halspartien ist dieser Vogel eindeutig zu identifizieren. 

## Erscheinungsbild

### Körpermaße und Gewichte

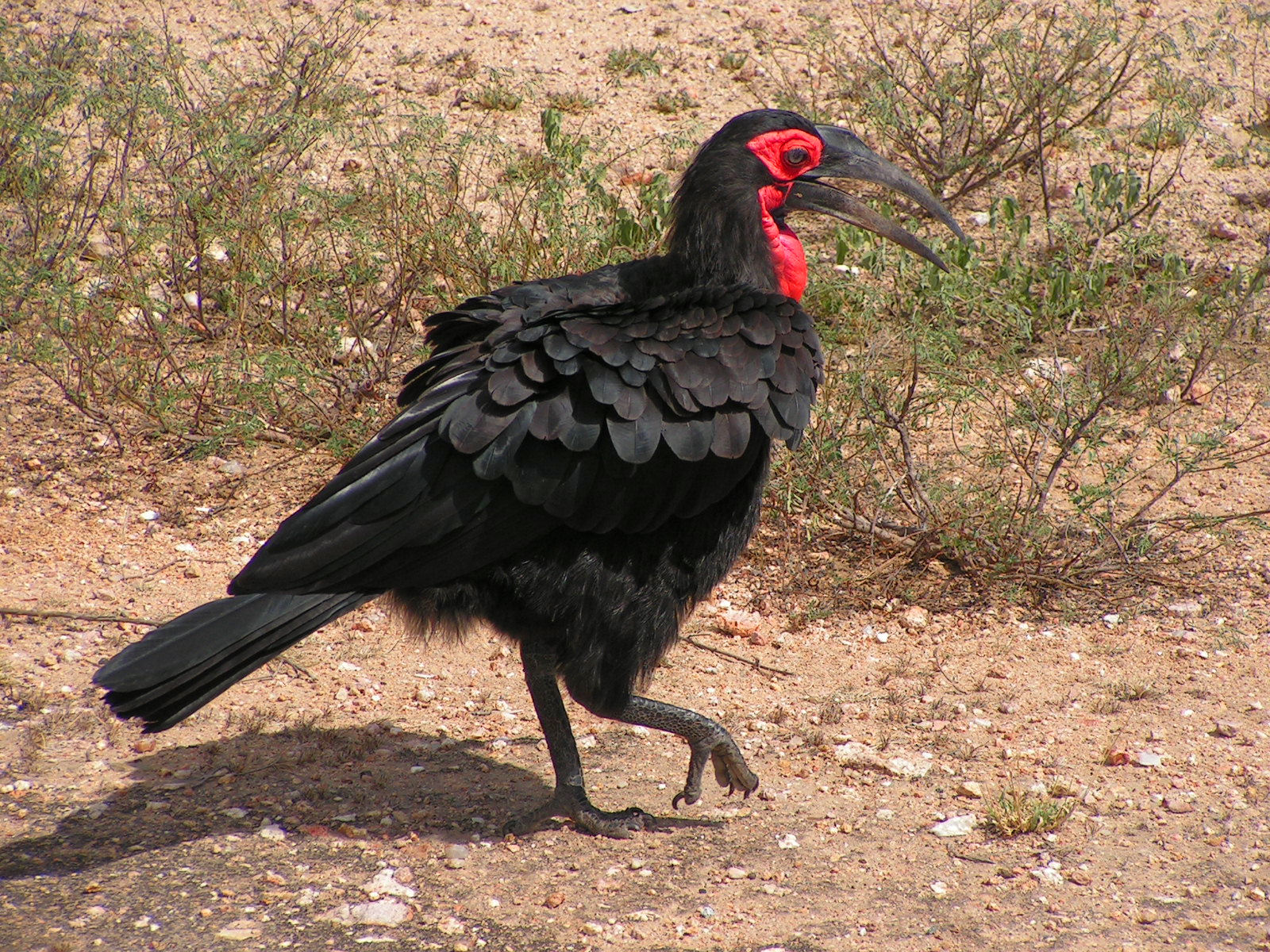
Im Krügerpark, Südafrika

Der Rotgesicht-Hornrabe hat eine Körperlänge von 90 bis 100 Zentimeter und eine Flügelspannweite von fast zwei Metern. Das Gewicht der Vögel ist sehr variabel. Ausgewachsene Männchen wiegen zwischen 3,5 und 6,2 Kilogramm mit einem Durchschnittsgewicht von 4,1 Kilogramm. Weibchen sind etwas leichter und wiegen zwischen 2,2 und 4,6 Kilogramm mit einem Durchschnittsgewicht von 3,3 Kilogramm.
Die hohe Variabilität des Körpergewichtes spiegelt sich auch in den Körpermaßen wider. Männchen haben eine Flügellänge zwischen 47 und knapp 62 Zentimeter. Der Durchschnitt liegt bei etwa 56 Zentimeter. Der Schwanz hat eine Länge von 30 bis 36 Zentimeter und der Schnabel ist zwischen 19 und 22 Zentimeter lang. 
Bei Weibchen betrug die Flügellänge bei 10 vermessenen Vögeln zwischen 49 und 55 Zentimeter. Der Schwanz hatte eine Länge von 30 bis 36 Zentimeter und der Schnabel eine Länge zwischen 17 und 21,5 Zentimeter.

### Gefieder
Der Rotgesicht-Hornrabe weist ein überwiegend schwarzes Gefieder auf. Lediglich kurz vor der Mauser wirkt das Gefieder rußig-braun. Vom Gefieder sind lediglich die Handschwingen weiß, was aber in der Regel nur an fliegenden oder sich putzenden Vögeln zu beobachten ist. Die ungefiederten Gesichtspartien sind leuchtend rot. Von gleicher roter Farbe ist die Kehle und der obere, vordere Teil des Nackens. Der Schnabel ist schwarz oder grauschwarz. Er hat lediglich an der Basis ein angedeutetes Horn in Form einer Schnabelerhebung. Beim Männchen ist dieser Aufsatz etwas stärker ausgeprägt.
Am Oberlid haben die Vögel lange Wimpern, die Augen sind grau-grün bis gelb. Beine und Füße sind schwarz. Weibchen sind tendenziell etwas kleiner als die Männchen und besitzen einen zentralen blauen Kehlfleck. Das Gefieder der insgesamt kleineren und leichteren Jungvögel wirkt rußig-schwarz. Auf den Handschwingen, die bei adulten Vögeln reinweiß sind, haben Jungvögel schwarze Flecken. Der Schnabel ist kleiner und seine Färbung ist eher ein dunkles grau. Am eindeutigsten sind Jungvögel an der Färbung der ungefiederten Gesichts- und Halspartien zu identifizieren. Bei ihnen ist die Farbe dort noch ein blasses Graubraun.

### Verwechslungsmöglichkeiten mit anderen Vogelarten

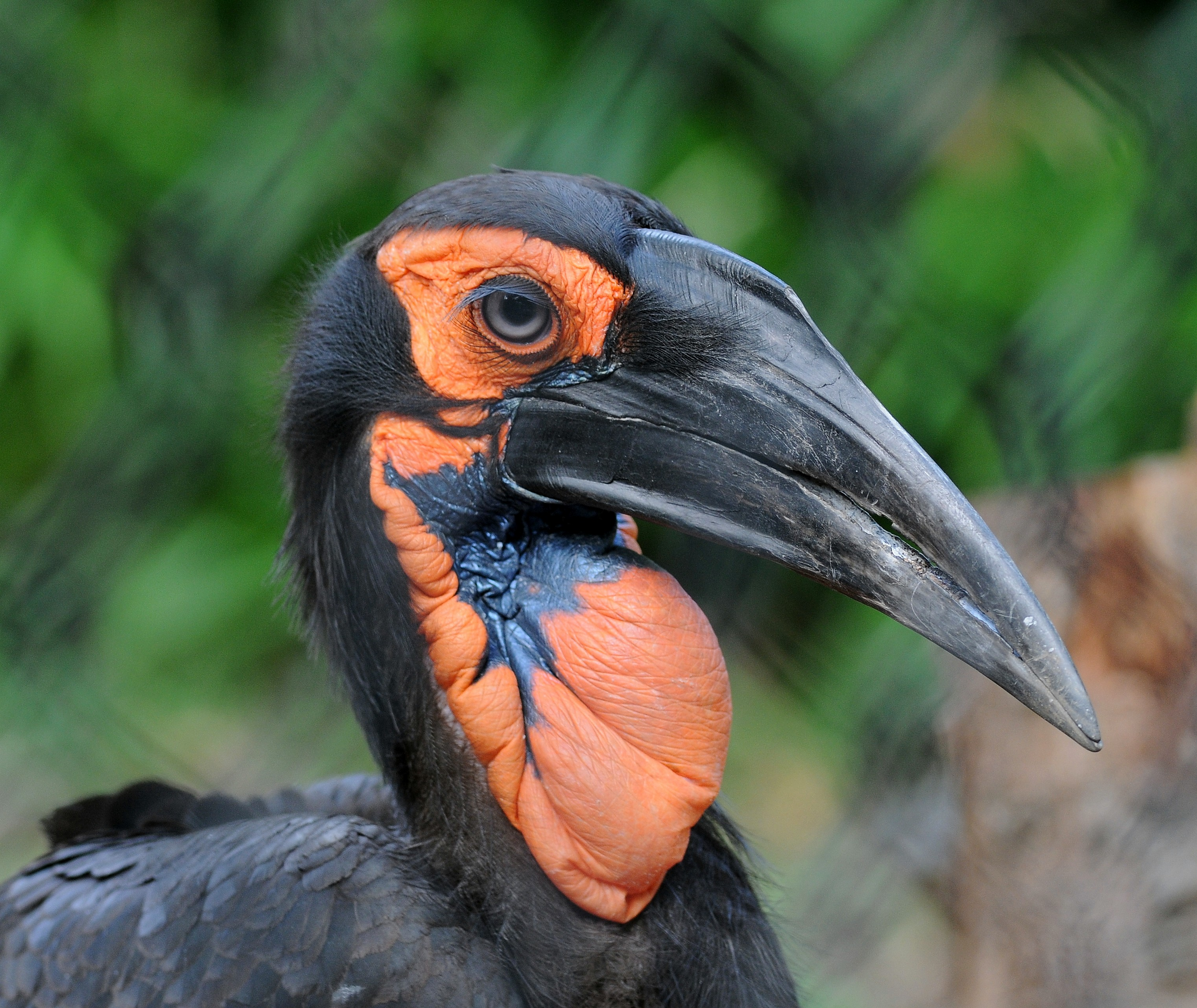
Weiblicher Hornrabe in einem Zoo

Der Rotgesicht-Hornrabe kann eigentlich nur mit dem Blaugesicht-Hornraben (Sudanhornraben) verwechselt werden, dessen Verbreitungsgebiet sich im Südosten Ugandas und im Nordwesten Kenias anschließt. 
Der Blaugesicht-Hornrabe ähnelt insgesamt dem Rotgesicht-Hornraben sehr. Die beiden Arten unterscheiden sich allerdings auffallend in der Gesichtsfärbung. Die unbefiederten Partien im Gesicht und am Hals sind beim Blaugesicht-Hornraben von einer eher bläulichen Färbung.

## Stimme
Die Rufe des Rotgesicht-Hornrabens sind vor allem in der Morgen- und Abenddämmerung zu hören. Es handelt sich dabei um tiefe, weit schallende „Hoo Hoo Hoo-hoo“-Rufe, die in monotoner Folge in einer Tonhöhe von 200 Hz gerufen werden und an windstillen Tagen bis zu fünf Kilometer weit gehört werden können. Es rufen sowohl die Männchen als auch die Weibchen. 
Sind sie paarweise in der Steppe auf Nahrungssuche, rufen sie streng abwechselnd. Vermutlich schätzen die Tiere mithilfe der durch die Laufzeit des Schalls bedingten Rufgeschwindigkeit die Entfernung zum Partner ab, wenn sie diesen im hohen Gras der Steppe nicht sehen können.

## Verbreitung und Lebensraum
Der Rotgesicht-Hornrabe lebt in Afrika südlich des Äquators. Er findet sich bevorzugt in offenen Savannenlandschaften.

## Lebensweise

### Aktivität
Rotgesicht-Hornraben sind standorttreu. Sie leben in Gruppen von 2 bis 12 Vögeln, wobei sie ein Territorium von bis zu 100 km² beanspruchen, das sie aktiv gegen andere Gruppen verteidigen. Eine Gruppe besteht aus einem dominanten, brütenden Paar und einer Anzahl weiterer erwachsener männlicher Vögel und Jungvögeln unterschiedlichen Geschlechts. Erwachsene Weibchen leben manchmal einzeln, wobei sie häufig die Nähe zu größeren Säugetieren suchen, oder schließen sich benachbarten Gruppen an.
Die Vögel sind ständig auf Nahrungssuche, wobei sie langsam über die Erde schreiten und den Boden mit dem Schnabel untersuchen. Schwerer zu erlegende Beute wie Schlangen oder kleine Säugetiere werden von mehreren Tieren gemeinsam erlegt.

### Ernährung
Der Rotgesicht-Hornrabe sucht seine Nahrung fast ausschließlich auf dem Boden. Er ernährt sich bevorzugt von großen Insekten, kleinen Nagern und kleinen Schlangen und in geringen Mengen von Früchten. Selten ernährt er sich von Aas.

### Fortpflanzung und Entwicklung
Rotgesicht-Hornraben bauen ihre Nester in natürlichen Baumhöhlen. Sie werden vom brütenden Paar und Helfern errichtet und mit trockenem Gras und Blättern ausgefüttert. Im Gegensatz zu den meisten anderen Nashornvögeln verschließen sie ihre Nester nicht. Die Brutzeit ist von Oktober bis Dezember. Das Weibchen wird während des Brütens von den Gruppenmitgliedern versorgt. Die Eier sind weiß mit einer körnigen Oberfläche. Aus den beiden Eiern, die das Weibchen legt, schlüpft nach etwa 40 Tagen das erste Küken mit einem Geburtsgewicht von 60 Gramm. Dieses wiegt bereits 250 Gramm, wenn nach etwa vier Tagen das Zweite schlüpft. Das zweite Küken verhungert oft, da es im Kampf um die Nahrung dem Erstgeborenen unterlegen ist. Die Gruppe füttert die Küken bis zu zehnmal am Tag. Nach ungefähr 85 Tagen sind die Küken flügge, werden aber von den Eltern und der Gruppe noch für einige Monate versorgt. Rotgesicht-Hornraben werden bis zu vierzig Jahre alt, Tiere in Gefangenschaft können ein Alter von 60 Jahren erreichen.

## Systematik
Der Rotgesicht-Hornrabe zählt zu den Hornraben. Einziger weiterer Vertreter der Familie ist der Sudanhornrabe (Bucorvus abyssinicus).

## Bestandsentwicklung
Der Bestand ist rückläufig, insbesondere wegen der Zerstörung des natürlichen Habitats der Vögel. In Südafrika werden in Naturschutzprojekten die zweiten Eier eingesammelt und die Küken, die sonst meist verhungern würden, von Menschen aufgezogen, um sie anschließend auszuwildern. Die Rotgesicht-Hornraben sind derzeit dennoch als gefährdet eingestuft (Vulnerable in der Roten Liste der IUCN).

## Menschen und Rotgesicht-Hornraben

### Volksglauben, Medizin und Kultur
Hornraben gelten in vielen Gegenden des südlichen Afrika als heilige Vögel. Da sie unter anderem Schlangen und Heuschrecken verzehren, werden sie als nützliche Tiere angesehen und wenig bejagt.

### Verwendung in der Literatur
Der Rotgesicht-Hornrabe taucht in der Literatur nur recht selten auf. Verwendet wurde er als Titelbild des im O’Reilly Verlag erschienenen Buches Using Samba.